# Гриффин, Роджер
Ро́джер Д. Гри́ффин (англ. Roger Griffin; род 31 января 1948) — британский политолог, доктор философии, профессор кафедры истории факультета гуманитарных наук Оксфордского университета Брукса. Автор более пятидесяти глав и статей, посвящённых фашизму, правому радикализму, «новым правым», терроризму и религиозному экстремизму. Перевёл на английский язык отдельные работы итальянских политологов Норберто Боббио и Ферруччо Росси-Ланди.
Основная работа Гриффина — «Природа фашизма» (1991) — стала важной вехой в развитии «нового консенсуса» в понимании фашизма. В 2003 году немецкий политолог Андреас Умланд писал, что концепция Гриффина о фашизме как палингенетическом ультранационализме может считаться более или менее принятой в англоязычном научном сообществе.

## Биография
Родился 31 января 1948 года.
Первоначально изучал французскую и немецкую литературу в Оксфордском университете, а затем стал заниматься изучением истории идей в Оксфордском политехнике. В сферу интересов Гриффина вошло изучение ультраправых движений и режимов, и в 1990 году он получил Оксфордском университете доктора философии за диссертацию, в которой впервые развил свою теорию исследования фашизма.
С 1990 года — член редакционной коллеги журнала Patterns of Prejudice.
С 2003 года — член Королевского исторического общества.
2005—2008 годы — соредактор журнала Totalitarian Movements and Political Religions.
2008—2011 годы — редактор секции религии и политики журнала Religion Compass.
С 2011 года — редактор-консультант журнала Fascism: Journal of Comparative Fascist Studies.

## Научная деятельность
Опираясь на учение Макса Вебера об идеальных типах и теорию Майкла Фридена о политических идеологиях и обширный эмпирический материал, Гриффин считает идеологическим ядром фашизма «палингенетический ультранационализм». Фашизм понимается Гриффином как идеология, которая направлена на революционное обновление, «новое рождение» (палингенез) нации, самими идеологами фашизма воспринимаемой в качестве особого надличностного субъекта истории, переживающего как периоды упадка, причинами которых объявлено «нарушение органической целостности» нации, так и периоды восстановления, или «повторного рождения». Гриффин, обращая внимание прежде всего на ценностную составляющую, трактует фашизм как «мифическое ядро» «популистского ультранационализма», вдохновлённого идеей перерождения нации, расы или культуры и созданием «нового человека».
Гриффин рассматривает «фашизм» как родовое понятие, термин, обозначающий широкий класс политических идеологий, что имеет некоторое сходство с традицией советской и российской историографии, в рамках которой фашизм с самого начала понимался не только как самоназвание идеологии Муссолини, но и как родовое понятие, применимое также к другим сходным течениям и партиям, включая НСДАП. В то же время многие западные научные школы не рассматривают данное отождествление как очевидное, понимая нацизм в качестве уникального явления, существенно не связанного с фашизмом.

## Оценки и влияние
«Новый консенсус» в англоязычных исследованиях фашизма, основанный на концепции Гриффина, состоит в том, что большое число влиятельных британских и североамериканских учёных, включая таких, как Роджер Итвелл, Зеэв Штернхелл, Стенли Пейна, Йэн Кершо, Джордж Мосс и др., соглашаются с тезисом, что фашисты стремились провести радикальную трансформацию своей нации для создания «человека нового типа».
Возражения теории Гриффина, которые выдвигались разными учёными, в частности, Энтони Джеймсом Грегором, включают мнение об иллюзорности утверждаемого им нового консенсуса; мнение о необъективности критики немецких учёных, по мнению Гриффина, игнорирующих результаты англоязычных сравнительных исследований на тему фашизма; мнение об ошибочности методологии и об отсутствии ценности родового понятия фашизма, выделяемого Гриффином и его школой; мнение о неприменимости «идеального типа» классического межвоенного фашизма в отношении послевоенных ультраправых движений. Гриффин прокомментировал каждый из критических тезисов, предложив решение высказанных проблем.
Гриффин предполагает неразрывность между межвоенным фашизмом и современным неофашизмом, проявляющимся в форме мелких, «группускулярных» ультраправых объединений, в целом являющихся децентрализованным образованием. Гриффин метафорически описывает это образование постмодернистским термином «ризома», применяющимся для обозначения принципиально нелинейного способа организации целостности. Согласно Гриффину, неофашистские движения с целью сохранения в неблагоприятной для них либерально-демократической среде модифицировали идеологическое ядро «классического фашизма». Этот подход вызывает возражения некоторых других учёных, по мнению которых не следует применять термин «фашизм» к движениям с идеологией, хотя и схожей с идеями различных аутентично фашистских объединений, но отличающейся от них в «сердцевине».
Работы Гриффина привлекались в процессе рассмотрения судебного дела «Русское национальное единство против журналиста Галины Туз и „Ставропольской правды“»: Заключение политологической экспертизы по назначению Южно-Сахалинского городского суда по делу № 2-2077/98.

## Научные труды
Монографии
- The Nature of Fascism. — London: Pinter; New York: St. Martin’s Press, 1991. — ISBN 0-312-07132-9. Архивная копия от 1 июля 2016 на Wayback Machine
- Modernism and Fascism: The Sense of a Beginning under Mussolini and Hitler. Hampshire and New York: Palgrave, 2007. ISBN 1-4039-8783-1.
- A Fascist Century. Essays by Roger Griffin, edited by Matthew Feldman. Hampshire and New York: Palgrave, 2008. ISBN 0-230-22089-4.

Статьи
- Revolts against the modern world // Literature and History, vol. 11, no. 1, (Spring 1985) pp. 101—124.
- The Fascist Phoenix // Politics Review, vol. 2, no. 2, (Nov., 1991), pp. 2-5.
- Was Nazism Fascist? // Modern History Review, vol. 5, no. 1, (Nov. 1993), pp. 15-17.
- Identification and Integration: Conflicting Aspects of the Human Need for Self-transcendence within Ideological Communities', Journal for the Study of European Ideas, vol. 18, no. 1, pp. 11-23 (March 1993), pp. 11-23.
- Modernity under the New Order: The Fascist Project for managing the Future', (Thamesman Publications, Oxford Brookes School of Business imprint, 1994).
- Europe for the Europeans: The fascist vision of the new Europe', Humanities Research Centre Occasional Paper, no. 1, 1994.
- Romantic Twilight or Post-modernist Dawn?', Oxford Art Journal, vol. 18, no. 2, 1995, pp. 103—107.
- The Post-fascism of the Alleanza nazionale: A case-study in Ideological Morphology', Journal of Political Ideologies, vol. 1, no. 2, 1996, pp. 123—146.
- Totalitarian Art and the Nemesis of Modernity', Oxford Art Journal, vol. 19, no. 2, 1996, pp. 122-4.
- I am no longer human. I am a Titan. A god!' The fascist quest to regenerate time', Electronic Seminars in History, History of Political Thought (first published May 1998).
- The Sacred Synthesis: The Ideological Cohesion of Fascist Culture', Modern Italy, vol. 3, no. 1 (1998), pp. 5-23.
- Party Time: Nazism as a Temporal Revolution', History Today, vol. 49, no. 4 (April 1999), pp. 43-50.
- GUD Reactions: the patterns of prejudice of a neo-fascist groupuscule, Patterns of Prejudice, vol. 33, no. 2 (April 1999), pp. 31-50.
- Fascism is more than reaction, Searchlight, vol. 27, no. 4 (Sept. 1999), pp. 24-6.
- Between metapolitics and apoliteia: the New Right’s strategy for conserving the fascist vision in the 'interregnum', Modern and Contemporary France vol. 8, no. 2, Feb. 2000, pp. 35-53.
- Pasts which shall not pass (or knowing what’s right)', Patterns of Prejudice (vol. 34,
- Monuments and Motorways: de Felice’s Ambiguous Legacy to Fascist Studies', (in Italian translation), Ideazione, vol. 6, no. 4, July 2000, pp. 211-4.
- «Racism» or «rebirth»? The case for granting German citizenship to the alien concept 'generic fascism', Ethik und Sozialwissenschaften, vol. 11, no. 2, July 2000, pp. 300-3.
- Interregnum or endgame? Radical Right Thought in the 'Post-fascist' Era', The Journal of Political Ideologies, vol. 5, no. 2, July 2000, pp. 163-78.
- In the Shadow of the Megamachine: reflections on Golomstock’s iron law of totalitarian art', Third Text, no. 51, 2000, pp. 29-38.
- The Rebel with a Cause: Mussolini as a National Revolutionary 1909—1919', New Perspective, vol. 6, no. 1 (September 2000) pp. 31-5.
- Notes towards the definition of fascist culture: the prospects for synergy between Marxist and liberal heuristics', Renaissance and Modern Studies (vol. 42, Autumn 2001), pp. 95-115.
- Fatal Attraction: The Appeal of Nazism', New Perspective, (vol. 7, no. 2, December 2001), pp. 21-27.'The Reclamation of Fascist Culture', Review article for European History Quarterly vol. 31, no. 4, October 2001, pp. 609-20.
- The Primacy of Culture. The Current Growth (or Manufacture) of Consensus within Fascist Studies', The Journal of Contemporary History, vol. 37, no. 1 (2002), pp. 21-43.
- The Alleanza nazionale and the democratic right', Ideazione vol. 8, no. 3 (2002), pp. 101—108.
- The incredible shrinking ism: the survival of fascism in the post-fascist era', Guest editor’s introduction July 2002 edition of Patterns of Prejudice (vol. 36, no. 3) devoted to the 'groupuscular right', pp. 4-8.
- Paper Tiger or Cheshire Cat? A Plain Spotter’s Guide to Fascism in the Post-fascist era', Searchlight, November 2002, pp. 18-21.
- The palingenetic political community: rethinking the legitimation of totalitarian regimes in inter-war Europe', Totalitarian Movements and Political Religions Winter 2002, Vol. 3, No. 3, pp. 24-43.
- The Palingenetic Core of Fascist Ideology // Che cos’è il fascismo? Interpretazioni e prospecttive di richerche / Alessandro Campi (ed.). — Rome : Ideazione editrice, 2003. — P. 97—122.
- From slime mould to rhizome: an introduction to the groupuscular right', Patterns of Prejudice, vol. 37, no. 1, (March 2003), pp. 27-50.
- Roots (or Rhizomes?) of 'Rootedness' Notes towards an intellectual history of the palingenetic right’s revolt against the disembedding processes of Western modernity', Virtual talk for the conference 'Challenges to the New World Order: Antiglobalism and Counterglobalism', Amsterdam University, May 2003, presented at the conference by Matt Feldmann.
- Shattering crystals': the role of dream time in extreme right-wing political violence, Terrorism and Political Violence, Vol. 15, No.1, Spring 2003, pp. 57-96.
- The Concept that came out of the Cold: The Progressive Historicization of Generic Fascism and its New Relevance to Teaching 20th Century History' History Compass (historiographical Website http://www.history-compass.com: Blackwell: 2003).
- Ecological Humanism and the Grounding of Utopia', New Humanist (November 2003).
- Hooked crosses and forking paths: The fascist dynamics of the Third Reich', Bulletin fuer Faschismus- und Weltkriegsforschung, No. 23 (July 2004), (Berlin, Organon): special issue on 'the dynamics of fascism', edited by Werner Roehr.
- Fascism’s new faces (and new facelessness) in the 'post-fascist' epoch, and its threats to contemporary democracy', main article (followed by two replies to criticisms) for Eraegen, Ethik, und Wissenschaft Vol 15, Issue 3, (Autumn 2004) [EWE acts as forum for discussion in German political science].
- God’s Counterfeiters? Investigating the triad of fascism, totalitarianism, and (political) religion' 'editorial introduction to special issue of Totalitarian Movements and Political Religions (Vol. 5, No. 3, Winter 2004) on 'fascism as a totalitarian movement'.
- Cloister or Cluster? The Implications of Emilio Gentile’s Ecumenical Theory of Political Religion for the Study of Extremism' for special issue of Totalitarian Movements and Political Religion Vol. 6, No. 2, (Summer 2005) edited by Marina Cattaruzza.
- Europe for the Europeans: The fascist vision of the new Europe', republished (with updated sources) in reader (edited by Marius Babias) on European enlargement distributed at the Romanian Pavilion of the 51st Venice Biennale 2005.
- Introduction to (Cyprian Blamires ed.) A Historical Encyclopedia of World Fascism (New York, ABC-Clio, 2006).
- Ideology and culture' (in special issue of Journal of Political Ideologies devoted to ideology’s relationship to other aspects of society) (63 Volume 11, Number 1 / February 2006).
- "The Holy Storm': Clerical Fascism through the Lens of Modernism', Totalitarian Movements and Political Religions (8.2, 2007) (Special Issue on clerical fascism).
- Springtime for Hitler', The New Humanist[англ.] (July 2007) Faith in the Age of ISMs, THES (July 2007).
- Modernism, modernity, and fascism: a mazeway resynthesis', for a special issue of the journal Modernism/modernity Vol. 14, No. 2 (February 2008) Italian translation of 'Exploding the Continuum' in Mondoperaio (February 2008).
- Griffin R. From Slime Mould to Rhizome: An Introduction to the Groupuscular Right. In Verkhovsky A. M. (ed.) The Top and the Bottom of Russian Nationalism (Moscow: 'Sova' Centre, 2007), pp. 223—254.
- Roger Griffin, The Palingenetic Political Community: Rethinking the Legitimation of Totalitarian Regimes in Inter-war Europe, Voprosy filosofii [academic journal Issues of Philosophy), No. 12 (2006), pp. 51-63.
- Springtime for Hitler, The New Humanist (July 2007).
- Faith in the Age of Isms, Times Higher Education Supplement (July 2007).
- Zurueck in die Zukunft' Damals (February; 02 2008).
- Modernity, modernism, and fascism: a mazeway resynthesis', article for Modernism/modernity (2008), Vol. 14, No. 2, special issue on modernism and fascism?
- Fascismo: la lettura marxista di un non marxista', Mondoperaio (Italian Socialist journal) May 2008, issue 3.
- Modernitate, modernism si fascism. O re-sintetizare a viziunii', Cuvantul, Vol. , No. September 2008.
- The Modern Shaft of Babel. Historicizing the 'Evil' of Nazism' in the Norwegian magazine Impuls (Autumn 2009).
- Pour une meilleure Entente entre specialiste francophones et anglophones du fascisme, Vingtieme Siecle, Revue d’Histoire, No. 108, October 2010, pp.53-69.
- Translation of (108) ‘Studying the European Extreme Right: From New Consensus to New Wave?’ to be published in the Russian academic journal Voprosy filosofii and the online journal Forum (2011).
- Fascism and the Avantgarde' (in Spanish) Afinidades, Granada 2011.
- Translation of 'From Slimemould to Rhizome' for Estonian cultural journal Vikekaar plus brief article on Breivik: Afterthoughts on rhizomic extremism in the light of the Breivik massacre (October 2011).
- Studying Fascism in a Postfascist Age: From New Consensus to New Wave?', Fascism: Journal of Comparative Fascist Studies (e-journal), Feb 2012.
- Political or ontological insecurity? The role of modernity in the rise of Hungarian Anti-Semitism in early 20th-century Europe’, for Judith Molnar (ed) Jogfosztás — 90 éve (Budapest: Holokauszt Emlékközpont, 2012.
- Ideological Legitimation in Ideocracies’, Totalitarismus und Demokratie/Totalitarianism and Democracy, issue 1, 2012.(German).
- Football in No-Man’s-Land? The prospects for a fruitful ‘inter-camp’ dialogue within fascist studies for special issue of European Journal for Political Theory Vol. 9, No. 2, pp. 183—201 (2012) coedited by Roger Griffin and David Roberts.
- Ideological Legitimation in Ideocracies’, Totalitarismus und Demokratie/Totalitarianism and Democracy, issue 1, 2012.(German).
- Researching fascism in Eastern Europe: catching-up or breaking new ground? Ukraiina moderna, 20 (2013)
- Fixing Solutions: Fascist Temporalities as Remedies for Liquid Modernity’, European Journal of Modern History, No. 4 (2014).
- Article on fascism for The Encyclopedia of Modern Political Thought (CQ Press, Sage, 2014).
- Fascism: Russian translation of article for Encyclopedia of Modern Political Thought (CQ Press, Sage, 2013-4) for the Russian political science journal Polis «Fashizm», in: Politicheskie issledovaniia (Russian Association of Political Science), no. 3, (2014), pp. 141—150.
- Web article based on interview for the Barcelona based SIdIF (Seminar of Researchers on Fascism) published November 2014 and published on-line on the Seminar’s website at

Научная редакция
- Fascism[англ.]. Oxford and New York: Oxford University Press, 1995. ISBN 0-19-289249-5.
- International Fascism: Theories, Causes and the New Consensus. London and New York: Oxford University Press, 1998. ISBN 0-340-70614-7.
- Fascism: Critical Concepts in Political Science / Roger Griffin, Matthew Feldman (Eds.). London: Routledge, 2004. ISBN 0-415-29015-5.
- Fascism, Totalitarianism, and Political Religion, London: Routledge, 2006. ISBN 0-415-34793-9.
- Fascism Past and Present, West and East: An International Debate on Concepts and Cases in the Comparative Study of the Extreme Right / Roger Griffin, Werner Loh, Andreas Umland (Eds.). Stuttgart: ibidem-Verlag, 2006. ISBN 3-89821-674-8.

Статьи на русском языке
- Гриффин Р. Палингенетическое политическое сообщество: переосмысление легитимации тоталитарных режимов в межвоенной Европе // Вопросы философии. 2006. № 12. С. 51-63.
- Гриффин Р. От слизевиков к ризоме: введение в теорию группускулярной правой // Верхи и низы русского национализма / Под ред. А. М. Верховского. М.: Информационно-аналитический центр «Сова», 2007. С. 223—254.
- Гриффин Р. Сегодняшнее состояние и будущие направления сравнительных исследований исторического фашизма и неофашизма // Форум новейшей восточноевропейской истории и культуры. 2011. № 2. С. 257—277.